# Gornje Babine
Gornje Babine (Servisch cyrillisch Горње Бабине) is een plaats in de Servische gemeente Prijepolje. De plaats telt 262 inwoners (2002).